# 英克斯特 (密歇根州)
英克斯特（英語：Inkster）是一個位於美國密歇根州韋恩縣的城市。

## 人口
根據2020年美國人口普查的數據，英克斯特的面積為16.20平方千米，當中陸地面積為16.19平方千米，而水域面積為0.00平方千米。當地共有人口26088人，而人口密度為每平方千米1,610人。